# NGC 6398
NGC 6398 is een balkspiraalstelsel in het sterrenbeeld Pauw. Het hemelobject werd op 7 juli 1836 ontdekt door de Britse astronoom John Herschel.

## Synoniemen
- ESO 139-18
- AM 1738-614
- PGC 60735